# Brad Falchuk
Brad Falchuk (Newton, 1971) é um roteirista, diretor e  produtor estadunidense. É mais conhecido pelo seu trabalho nas séries de televisão Nip/Tuck, Glee , American Horror Story e  Scream Queens  

## Primeiros anos de vida
Falchuk cresceu em Newton, Massachusetts, onde frequentou Beaver Country Day School. No ensino médio, ele tentou se destacar por seus colegas de classe usando uma gravata para a escola todos os dias e declarando-se um republicano. Ele disse: "Eu estava sempre tentando parecer inteligente, porque eu não me sentia inteligente", ele na verdade sofria de dislexia não diagnosticada. Ele alega ter sido um atleta na escola, tendo jogado beisebol, basquete e vôlei. Mais tarde, ele participou do American Film Institute. Ele também se formou do Hobart College, em 1993.

## Carreira
A carreira do Falchuk na televisão começou como um escritor para Mutant X (2001), Earth: Final Conflict (2001-2002) e Veritas: The Quest (2003), antes que ele foi contratado para trabalhar na primeira temporada de Nip/Tuck em 2003. Lá, ele formou uma estreita ligação e parceria com o criador da série, Ryan Murphy. Falchuk e Murphy passaram a escrever um piloto de televisão chamado Pretty/Handsome sobre um ginecologista transexual, a rede FX comprou em 2008, mas não ficou como uma série.
Como Nip / Tuck se aproximava ao final, Falchuk e Murphy começaram a procurar por o seu próximo projeto e decidiram se concentrar em um mais leve assunto. Eles uniram-se com Ian Brennan, que tinha escrito um roteiro sobre coros de escola, para lançar uma comédia de uma hora sobre um clube Glee para a Fox Broadcasting Company. Seu passo foi bem sucedido e se transformou no programa de televisão Glee, que estreou em 2009. Após o sucesso inicial de Glee, Falchuk assinou mais contratos com 20th Century Fox Television que irá envolver ainda mais o trabalho em Glee, bem como o desenvolvimento de outros projetos para o estúdio.
Em 2011, Falchuk, junto com Murphy, co-criou a série de horror e drama American Horror Story para o canal estadunidense FX, que estreou 5 de outubro de 2011 nos Estados Unidos.

## Filmografia

### Escritor/Produtor
- Mutant X (2001)
- Earth: Final Conflict (2001–2002)
- Nip/Tuck (2004–2010)
- Glee (2009–2015)
- American Horror Story (2011–presente)
- Scream Queens (2015–2016)
- American Crime Story (2017-presente)
- 9-1-1 (2018–presente)
- Pose (2018–2021)
- The Politician (2019–2020)
- 9-1-1: Lone Star (2020–presente)
- American Horror Stories (2021–presente)
- The Brothers Sun (2024)